# Cerkiew św. Mikołaja Cudotwórcy w Sierpcu
Cerkiew św. Mikołaja Cudotwórcy – cerkiew prawosławna wzniesiona w Sierpcu na początku XX wieku (uroczyście poświęcona w maju 1902 roku). Od zakończenia I wojny światowej dawny budynek cerkwi jest wykorzystywany jako siedziba różnego rodzaju instytucji państwowych.

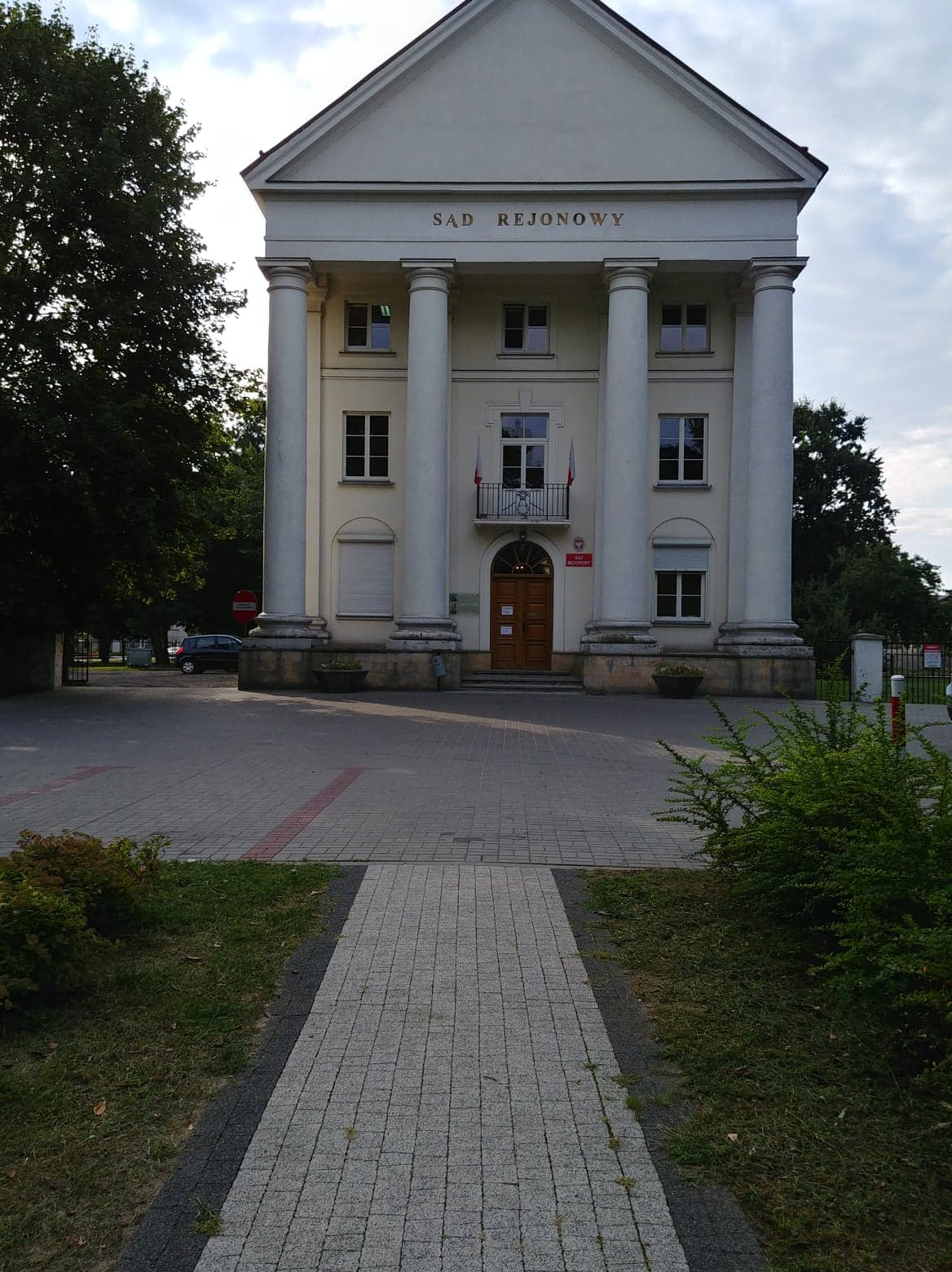
Cerkiew św. Mikołaja w Sierpcu; widok od frontu

## Historia
Sierpecką cerkiew wzniesiono według projektu architekta guberni płockiej Józefa Górskiego, dla stacjonującego w mieście 48. Ukraińskiego Pułku Dragonów. Świątynię wzniesiono w tradycyjnym dla architektury cerkiewnej stylu bizantyńsko-ruskim. Po 1912 powołano przy niej prawosławną parafię św. Mikołaja Cudotwórcy. Do celów liturgicznych użytkowana była do 1915 r.. 
W latach 1903–1907 w cerkwi posługiwał Nikołaj Jachontow, kapelan (ros. swiaszczennik połka) 48. Ukraińskiego Pułku Dragonów, święty nowomęczennik Rosyjskiej Cerkwi Prawosławnej.

## Wygląd
Świątynię zbudowano na planie krzyża greckiego (z trójbocznym zamknięciem od wschodu). Od zachodu znajdowała się prostokątna kruchta flankowana od północy i południa dwoma aneksami. Nad kruchtą wejściową wznosiła się wieża zbudowana na planie ośmiokąta, zwieńczona cebulastą kopułą. Nad skrzyżowaniem naw pobudowano ośmiokątną wieżę, również przekrytą kopułą. Okna zamknięte były łukiem pełnym, w dekoracyjnych obramieniach w formie pilastrów z nadprożem w kształcie kokosznika. Od północy, południa i zachodu znajdowały się bogato zdobione portale wejściowe. 

## Lata powojenne
Po I wojnie światowej opuszczony budynek przejęło sierpeckie starostwo powiatowe. W latach 1926–1928 nastąpiła przebudowa zniszczonego już obiektu. Po rozebraniu górnych partii budynku (wieża, kopuły, dach) rozbudowano obiekt, nadając mu rzut zbliżony kształtem do litery "T" poprzez przedłużenie budynku od strony zachodniej o jeden ciąg oraz o monumentalny, poprowadzony na całą wysokość budynku (3 kondygnacje) czterokolumnowy portyk zwieńczony okazałym frontonem. Po przebudowie, w budynku mieściły się: starostwo powiatowe, mieszkanie starosty, Powiatowy Urząd ziemski, Powiatowa Komenda Policji Państwowej, Powiatowa Komenda Straży Pożarnej, Powiatowa Komenda Przysposobienia Wojskowego oraz siedziba Powiatowego Lekarza Weterynarii. Po II wojnie światowej w budynku siedzibę miała Powiatowa Rada Narodowa.

## Cerkiew obecnie
Od 1976 r. w budynku umieszczono sąd i prokuraturę rejonową. Po przeniesieniu prokuratury w 2002 r., cały budynek przejął Sąd Rejonowy.  Wokół dawnej cerkwi znajdują się parki: im. Janusza Korczaka, oraz im. gen. Władysława Andersa.